# Постников, Александр Иванович
Александр Иванович Постников (1766—1830) — русский архитектор.

## Биография
Происходил из обер-офицерских детей.
В 1773 году поступил в инженерные ученики; в 15 лет был произведён в капралы, через год — в фурьеры и в 1789 году — в сержанты.
В мае 1797 года он получил звание Санкт-Петербургского городового архитектора; 14 октября 1799 года был назначен каменным мастером в контору городских строений, 2 сентября 1811 года стал архитектором Санкт-Петербургского монетного двора, а 12 октября того же года — архитектором Департамента горных и соляных дел. Вместе с тем он состоял членом комиссии по построению зданий Горного института.
В начале 1829 года был включён в состав комиссии о построении зданий технологического института.

## Некоторые здания, построенные по проектам Александра Постникова

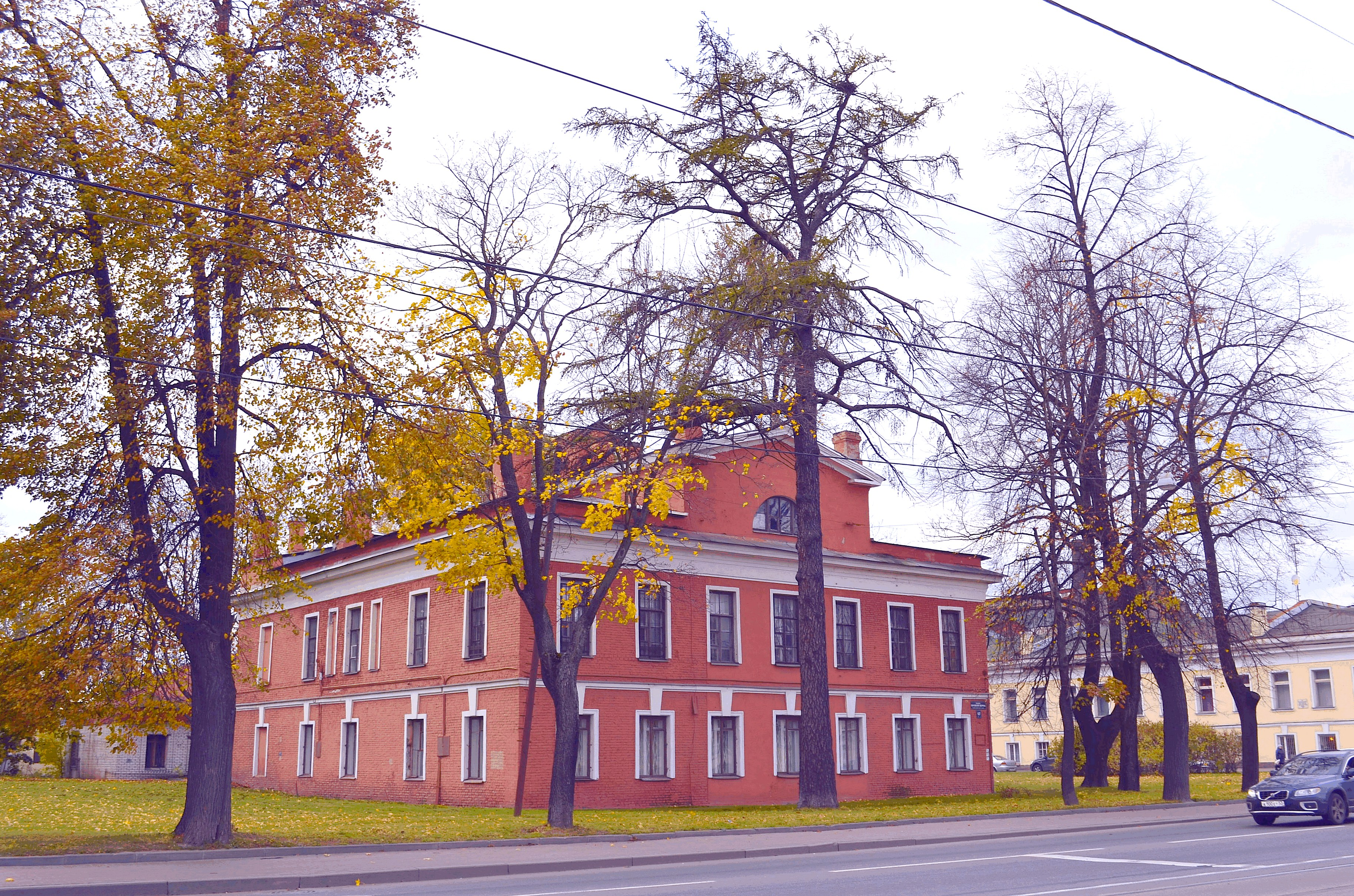
Главная контора Александровского чугунолитейного завода, Санкт-Петербург
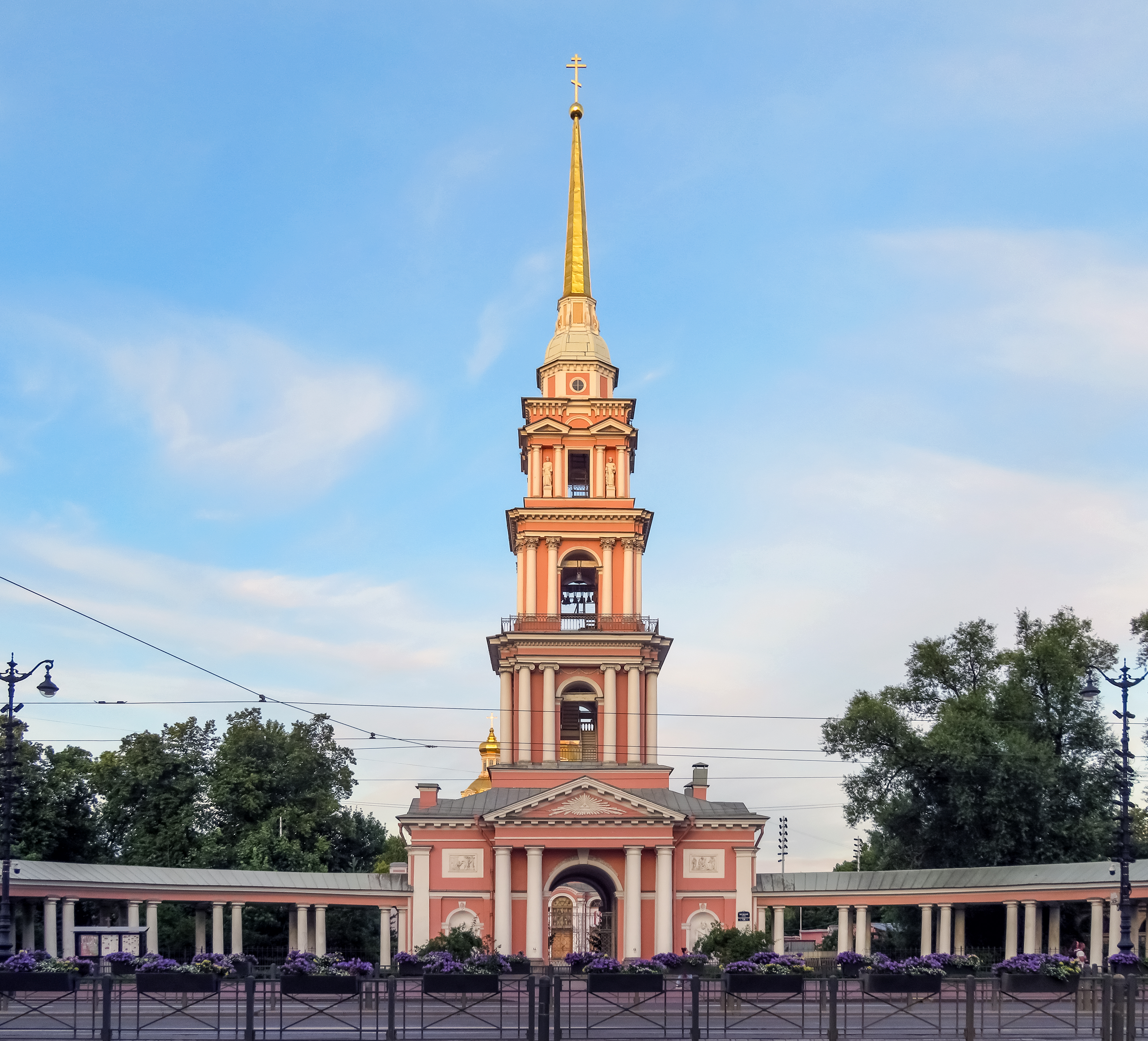
Колокольня церкви Воздвижения Креста Господня, Санкт-Петербург
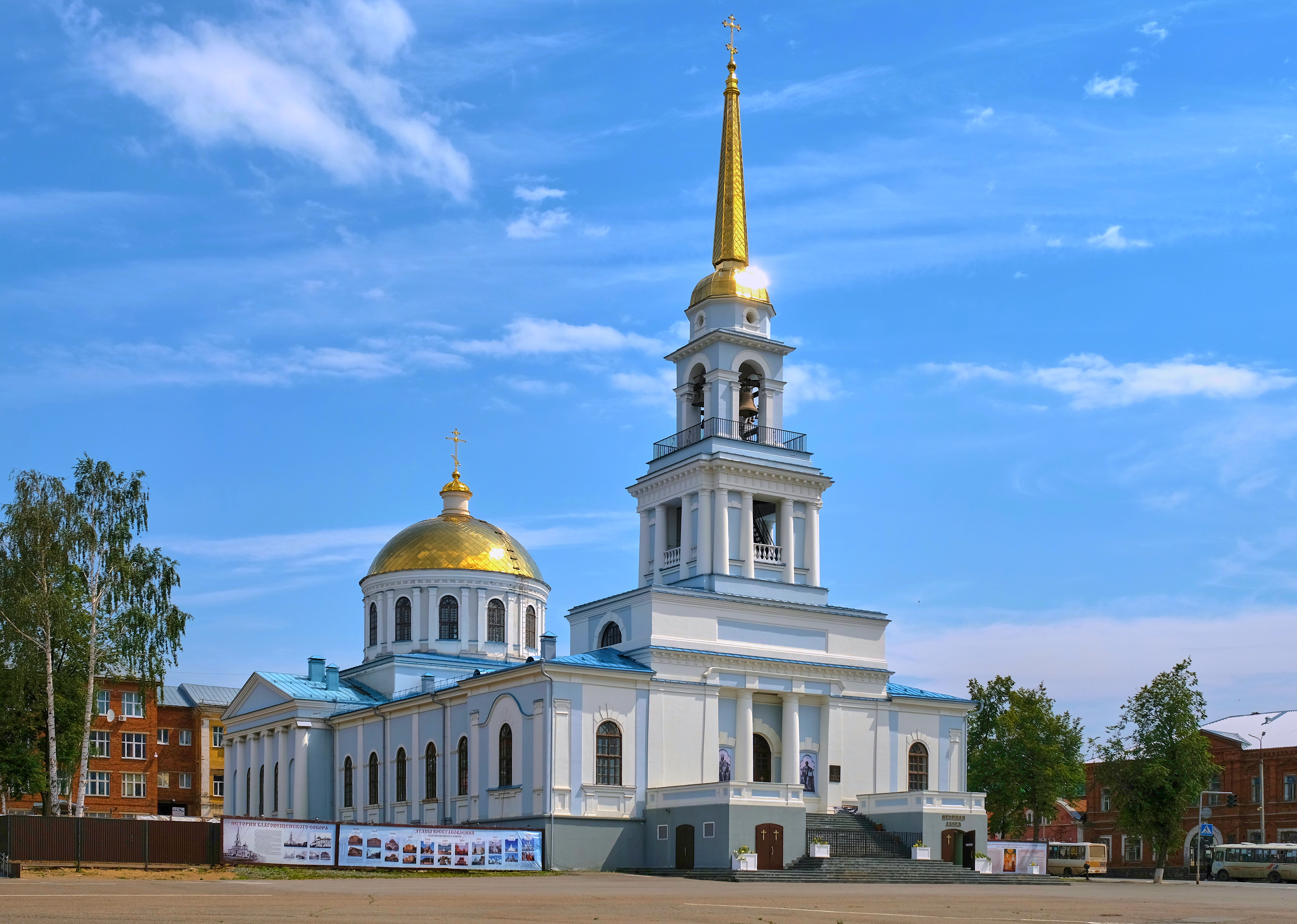
Благовещенский собор (Воткинск)
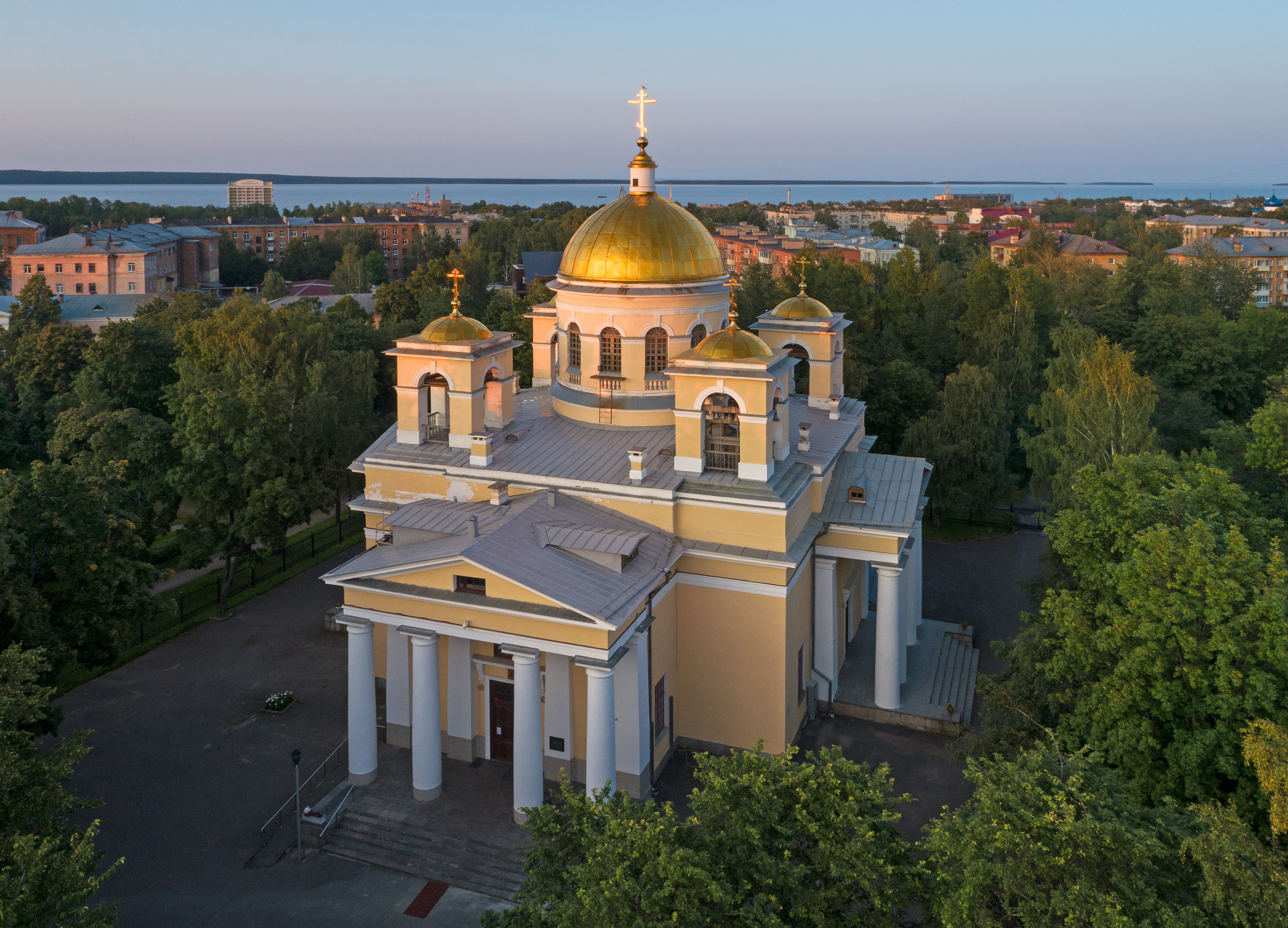
Собор Александра Невского (Петрозаводск)